# Terpandrus splendidus
Terpandrus splendidus är en insektsart som beskrevs av Morgan Hebard 1922. Terpandrus splendidus ingår i släktet Terpandrus och familjen vårtbitare. Inga underarter finns listade i Catalogue of Life.